# Алувіхаре
Алувіхаре - місто в Шрі-Ланці Розташована в Центральній провінції, у центральній частині країни, в 110 км на північний схід від Коломбо.
Характерний Мусонний клімат. Середньорічна температура становить 21 °C. Найтепліший місяць - березень, коли середня температура 23 °C, а найхолодніший - липень, при 20 °C. Середньорічна кількість опадів становить 2481 міліметр. Найвологіший місяць - грудень, у середньому 427 мм, а найсухіший - липень, 98 мм.